# Simon Castets
Simon Castets, né à Caen en 1984, est un conservateur de musée et commissaire d'exposition français.

## Origines et formation
Le père de Simon Castets est psychiatre et sa mère est psychothérapeute. Lucie Castets est sa sœur cadette.
Simon Castets est titulaire de deux maîtrises : l'une est un MA in Curatorial Studies de Columbia, l'autre est en gestion culturelle de Sciences Po Paris.

## Parcours professionnel
En 2013, après une conférence du Digital Life Design (de), Simon Castets et Hans Ulrich Obrist lancent 89+
, projet visant à encourager et à rassembler des artistes nés en 1989 ou après
.
Castets est commissaire, seul ou avec Obrist, de plusieurs expositions : 
- en 2013, Champs Elysées, Palais de Tokyo à Paris ;
- en 2014, avec Obrist : La poésie sera faite par tous !, Fondation LUMA de Zurich (en) et Moderna Museet de Stockholm ;
- en 2016, Rachel Rose, musée des beaux-arts d'Aspen ;
- en 2017, projet 89plus avec Obrist : Americans, fondation LUMA[3] ;
- en 2018, Dhaka Art Summit (en) de Dacca (prix Samdani Art Foundation (en)).

À partir de 2013, Simon Castets siège au conseil d'administration du Swiss Institute (en) de New York,
d'abord comme « director » (2013-2021)
,
« chairman » (2021-2022),
puis « trustee ».
À compter du 1er mai 2022, il y est remplacé par Stefanie Hessler, alors qu'il rejoint le LUMA Arles, où il est nommé directeur des initiatives stratégiques.
Castets contribue régulièrement à des périodiques et catalogues et  participe fréquemment à des jurys internationaux, comme celui qui, en 2017, décerne le prix Absolut Art à Anne Imhof et Huey Copeland
.

## Publications
- (en) Mary Staniszewski (dir.) et Laura McLean-Ferris, SInce 1986, Londres, Swiss Institute ; Koenig Books, 2019
- (en) Simon Castets, Nora M. Khan, Christine Macel, Laura McLean-Ferris et Monika Szewczyk, Jeremy Shaw, Centre Pompidou, Paris, 2020
- Carson Chan, Trish Goff, Marc Matchak et Shawn Maximo, Pavillon de l'Esprit nouveau : Une maison témoin du 21e siècle, New York, Swiss Institute / Karma
- Douglas Fogle, Urs Lüthi, Hans Ulrich Obrist et David Weiss, David Weiss : Œuvres, 1968-1979, New York, Swiss Institute / Karma
- E.Beckman, AE.Benenson, Walter Benjamin, Fredric Brandt, Vitalik Buterin, Alex Mackin Dolan, Hugh Scott Douglas, Cooper Francis, Sam Frank, Konstantin Genin, Remco Heesen, Nicolas Langlitz, Scott Lyall, Tabor Robak, Ben Schumacher, Emily Segal, Amalia Ulman, Douglas Wilson, Eric Zimmerman, Le paradoxe de Saint-Pétersbourg, New York, Swiss Institute / Karma
- Indigo Bucher, Mayo Bucher et Bice Curiger, Heike Munder, Beatrix Ruf, Christian Scheidemann, Philip Ursprung, Heidi Bucher, New York, Swiss Institute / Karma
- Joe W, Amelia Groom, William Hanley et Adam Szymczyk, Allyson Vieira : Le présent pluriel, New York, Swiss Institute ; Kunsthalle,Bâle / Karma
- Simon Castets (éd.)[9], Vis-à-vis, photographies de Walter Pfeiffer, Éditions Pacific / Swiss Institute, 2024.